# Двойная жизнь Чарли Сан-Клауда
«Двойная жизнь Чарли Сан-Клауда» (англ. Charlie St. Cloud) — романтическая драма 2010 года, основанная на романе-бестселлере «Жизнь и смерть Чарли Клауда» 2004 года. Драма повествует о молодом человеке, Чарли Сан-Клауде (Зак Эфрон), который заново ищет смысл жизни.

## Сюжет
Выпускник старшей школы Чарли Сан-Клауд (Зак Эфрон) увлекается парусным спортом, выиграл много регат в своём городе и готовится к поступлению в Стэнфордский университет. Желая подбодрить младшего брата Сэма (Чарли Тахан), Чарли дает обещание, что каждый вечер на закате до отъезда в Стэнфорд будет тренировать его играть в бейсбол. Ночью того же дня братья попадают в автокатастрофу, Сэм погибает.
Страдая от чувства вины перед братом и не найдя силы отпустить его, Чарли отказывается от спортивной стипендии и остается в своем городе работать смотрителем кладбища, на котором похоронен Сэм, чтобы каждый день на закате встречать его призрак.
Спустя пять лет Чарли встречает спасшего ему жизнь парамедика, который просит Чарли не тратить свой второй шанс впустую.
В город возвращается одноклассница Чарли — Тэсс Кэролл (Аманда Крю), которая тоже увлекается парусным спортом и мечтает совершить одиночное кругосветное путешествие. Однажды встретив Тэсс на кладбище, Чарли влюбляется, между героями возникают романтические отношения. Но сближаясь с Тэсс, Чарли начинает терять Сэма.
Спустя три дня береговая охрана объявляет сбор волонтеров для поиска разбившейся лодки Тэсс, Чарли понимает, что Тэсс была лишь призраком, а настоящая Тэсс уплыла одна на яхте несколько дней назад, попала в шторм и не вернулась. Будучи уверенным, что Тэсс все-таки ещё жива, Чарли вместе со своим напарником Алистаром и тренером Тэсс Тинком берет катер и отправляется на поиски.
Чарли пропускает свою встречу с братом и Сэм, прощая брата, указывает место, где находится Тэсс. Чарли находит её без сознания на скалах и согревает её своим телом, спасая от гипотермии.
После выздоровления Чарли покупает старую яхту и приглашает Тэсс выйти вместе в море. Тэсс отказывается, смущенная видениями об их встречах. Чарли объясняет, что это были не видения, а воспоминания, и просит Тэсс воспользоваться своим вторым шансом.
Чарли приходит на место встречи с Сэмом, но больше не видит его, несмотря на присутствие брата. Чарли уходит, обещая Сэму всегда быть братьями.
Спустя некоторое время Чарли и Тэсс на той самой старой яхте уплывают в море.

## В ролях
- Зак Эфрон — Чарли Сан-Клауд
- Чарли Тахан — Сэм Сан-Клауд
- Аманда Крю — Тэсс Кэролл
- Ким Бейсингер — Клер Сан-Клауд
- Рей Лиотта — Флорио Ференти
- Донал Лог — Тинк Визерби
- Дэйв Франко — Силли
- Август Прю — Элистар

## Создание фильма
Война ставок за права на снятие фильма по книге Бена Шервуда длилась с апреля по май 2003 года, ещё до выхода книги. Три студии боролись за свои права, но выиграла студия Universal Studios и продюсер Марк Плэтт, заплатив за это от 500 тыс. до 1 млн $. По результатам сделки Шервуда назначили исполнительным продюсером, Джо Джонстон был назначен режиссёром.
Черновик сценария был написан Джеймсом Шамусом (англ. James Schamus) и Льюисом Коликом (англ. Lewis Colick), но окончательный сценарий был написан Крэйгом Пирсом (англ. Craig Pearce). К марту 2009 года вместо Д. Джонстона режиссёром был назначен Барр Стирс, который в свою очередь доработал сценарий.
Ради главной роли в фильме исполнитель главной роли Зак Эфрон отказался от участия в ремейке музыкального фильма «Свободные» от студии Paramount Pictures.
Подготовка к съемкам началась в марте 2009, основные съемки начались в июле 2009 и продолжались до конца октября 2009. Ряд сцен были сняты в Гибсонсе, Британская Колумбия, в том числе сцена в знаменитом ресторане «авантюристов» Molly’s reach, в школе Deep Cove, средней школе Seycove в Северном Ванкувере, Британская Колумбия.
По информации ряда изданий изначально роль Сэма Сан-Клауда должен был играть актёр Крис Массолиа.
Музыку к фильму написали Rolfe Kent и Tony Blondal, запись осуществлена на студии Skywalker Sound, Калифорния.

## Музыка, использованная в фильме
- «Baby Rhys Blues» by The McKinley South Experience featuring Mick Sihkins
- «Helicopter» by Bloc Party
- «Oh, No» by Andrew Bird
- «Rasputin» by Studio K
- «We’re Gonna Play» by Matthew Barber
- «While We Were Dreaming» by Pink Mountaintops
- «California Sun» by Ramones
- «Magic Show» by Electric Owls
- «Pull My Heart Away» by Jack Peñate